# Henry Fairfield Osborn
Henry Fairfield Osborn (ur. 8 sierpnia 1857 w Fairfield w stanie Connecticut, zm. 6 listopada 1935) – amerykański geolog oraz paleontolog, odkrywca tyranozaura i welociraptora.

## Życiorys
Osborn podjął studia na Uniwersytecie Princeton. Paleontologii uczył się u Edwarda Drinkera Cope'a. Osborn poprowadził wiele ekspedycji badawczych na Południowym Zachodzie USA zaczynając od wykopalisk w Kolorado i Wyoming w roku 1877.
W latach 1883–1890 był profesorem anatomii porównawczej w Princeton. W roku 1891 został profesorem biologii w Columbia University, a potem zoologii w roku 1896. W roku 1903 opisał jako pierwszy ornitolesta, rodzaj teropoda, ale jego najsłynniejszym odkryciem był tyranozaur, przedstawiony światu w roku 1905. W latach 1908–1935 pełnił funkcję przewodniczącego Amerykańskiego Muzeum Historii Naturalnej przyczyniając się do znacznego rozwoju kolekcji skamieniałości. W roku 1923 opisał pentaceratopsa, a rok później welociraptora. Osborn był zwolennikiem odrzuconej potem przez biologów hipotezy ortogenezy. Na forum publicznym promował eugenikę. W roku 1918 został jednym z współzałożycieli Ligi Ochrony Sekwoi (ang. Save-the-Redwoods League), jednej z pierwszych organizacji ekologicznych, która stawiała sobie za cel ochronę amerykańskiej przyrody.
Najbardziej znane książki Osborna to wydana w roku 1910 Wiek ssaków (ang. The Age of Mammals) oraz pochodząca z roku 1916 Pochodzenie i ewolucja życia (ang. The Origin and Evolution of Life), której był współautorem.